# 易姓革命
易姓革命（えきせいかくめい）とは、古代中国において起こった孟子らの儒教に基づく、五行思想などから王朝の交代を正当化する理論。

## 概要
周の武王が殷の紂王を滅ぼした頃から唱えられ、天は己に成り代わって王朝に地上を治めさせるが、徳を失った現在の王朝に天が見切りをつけたとき、「革命（天命を革める）」が起きるとされた。それを悟って、君主（天子、即ち天の子）が自ら位を譲るのを「禅譲」、武力によって追放されることを「放伐」といった。
後漢から禅譲を受けた魏の曹丕は「堯舜の行ったことがわかった（堯舜の禅譲もまたこの様なものであったのであろう）」と言っている。後漢（劉氏）から魏（曹氏）のように、前王朝（とその王族）が徳を失い、新たな徳を備えた一族が新王朝を立てた（姓が易わる）というのが基本的な考え方であり、血統の断絶ではなく、徳の断絶が易姓革命の根拠としている。儒家孟子は易姓革命において禅譲と武力による王位簒奪の放伐も認めた。
ほとんどの新王朝では、史書編纂などで歴代王朝の正統な後継であることを強調する一方で、その正当性を強調するために前王朝と末代皇帝の不徳と悪逆が強調される。典型的な例として、桀・紂の逸話が伝わる。また煬帝のように悪い諡号を贈られたり、諡号や廟号自体を贈られない場合もある。一方で、明への反逆者である李自成を討って天下を継承した清のようなケースでは、明の末代皇帝崇禎帝は顕彰され、諡号や廟号も贈られている。
このように、易姓革命論は王朝交代を正当化する理論である。またこの理論があったために劉邦や朱元璋のような非支配階層出身者の支配を肯定することが出来たと言える。これは西洋、とりわけ古代ローマの後継である東ローマ帝国を除いた、広範な西ヨーロッパ社会において、君主の血統が最も重視されたことと対照的である。西ヨーロッパの諸国では、ある国の君主の直系が断絶した際、国内に君主たるに相応しい血統の者が存在しない場合には、他国の君主の血族から新しい王を迎えて新王朝を興すほど血統主義が支配的であった。易姓革命には批判もあり、例えば江戸幕府による封建体制下の日本では、山鹿素行という学者が異を唱え、日本の万世一系思想と対比して中朝事実という書を記した。
反面、秦末の陳勝は「王侯将相寧んぞ種あらんや」の名言で易姓革命を肯定し、史上初の農民反乱である陳勝・呉広の乱を起こした。
この乱は、後に楚漢戦争を経て漢王朝が興るきっかけとなった。
五行思想面からの説明では、万物には木火土金水の徳があり、王朝もこの中のどれかの徳を持っているとされた。たとえば、漢の末期を揺るがした184年の黄巾の乱は、「蒼天已死 黄天當立 歳在甲子 天下大吉（蒼天已に死す、黄天当に立つべし、歳は甲子に在りて、天下大いに吉とならん、『後漢書』71巻 皇甫嵩朱鑈列傳 第61 皇甫嵩伝）」のスローガンが掲げられた。漢朝は火の徳を持っているとされ、漢朝に代わる王朝は土の徳を持っているはずだとの意味である。